# Taraxerol
Taraxerol es un triterpenoide antiinflamatorio.